# Villamanrique de Tajo
Villamanrique de Tajo es un municipio español de la provincia y Comunidad de Madrid, situado en la Comarca de Las Vegas de 28,9 km² de extensión. Su término municipal es atravesado por el río Tajo.
Es una población situada en el corazón del valle medio del Tajo, que ocupa una posición central en la comarca madrileña conocida como Las Vegas, siendo la localidad más pequeña de todas las que integran esta comarca. También pertenece a la comarca histórica de la Alcarria de Chinchón.

## Historia
Dentro del término de Villamanrique se han encontrado restos arqueológicos dispersos que atestiguan la presencia de habitantes desde la época paleolítica, con hachas de piedra tallada y otros instrumentos de piedra, sílex y cuarcita, cuya antigüedad se remonta a más de 100.000 años. Son herramientas de las bandas de cazadores que recorrían esta zona del valle del Tajo y que dejaron las huellas a su paso en las terrazas de sedimentación del río.
También se han localizado restos arqueológicos de los primeros tiempos históricos, como demuestra el hallazgo de fragmentos dispersos de cerámica ibérica y, sobre todo, de restos de villas romanas del Bajo Imperio en las que se han encontrado trozos de vasijas de distintos tipos, trozos de teja, pesas de telar y algunas monedas.

De la época visigoda se han encontrado dos pequeñas necrópolis, de poco más de 10 tumbas, que pueden ser un indicio de continuidad de habitación de las villas mencionadas anteriormente, por encontrarse bastante próximas a ellas.
La presencia humana se acentuó y se hace más estable en el término de Villamanrique en la época musulmana. Es en ese momento histórico cuando aparece la aldea de Albuher, pequeño núcleo de población situada en el mismo lugar en que ahora se alza Villamanrique, y con un término que se extendía por ambas orillas del río.
Albuher contaba en el siglo XI, en que fue conquistada por el rey de Castilla Alfonso VI, con pesquerías, molinos y tierras de labor en las que debía haber regadío, porque el mismo nombre de Albuher indica que había una presa en el río o en alguno de los arroyos que desembocaban en él. También había un castillo, cuyos restos aún se conservan en un cerro al otro lado del río frente al pueblo. Este castillo fue un punto de defensa importante durante las épocas del Emirato y del Califato de Córdoba (siglos VIII al X), pues formaba parte de la línea defensiva de la marca media, en la que también estaban integrados otros castillos vecinos como los de Oreja, Alharilla y Zorita. También jugó un papel destacado durante las invasiones almorávide y almohade, para quedar definitivamente destruido durante la Guerra de Sucesión Castellana en 1478.
Albuher sufrió durante los avances y retrocesos de la Reconquista a lo largo del siglo XII. Superada esta época fue integrado en una encomienda de la Orden de Santiago, la de Viloria o Villoria, pero en el siglo XIV se despobló, como otras aldeas cercanas, tal vez a consecuencia de las guerras civiles en Castilla, las epidemias y la política repobladora de la Orden de Santiago en la zona, en rivalidad con el Obispado de Toledo con el que tuvo un largo pleito a consecuencia del cobro de los diezmos en varias iglesias, entre ellas Albuher, Valdepuerco y Salvanés. 
Del antiguo pueblo solo quedó en uso su iglesia, que siguió incorporada al patrimonio de la Orden de Santiago con el nombre de ermita de Santa María de Albuher. Cuando en 1480 fue fundado Villamanrique, esta ermita se convirtió en su primera iglesia, por eso su patrona llevó el nombre de Nuestra Señora de Albuher, aunque con el paso de los siglos la palabra se ha convertido, ya en el XIX,en Arbuel.
El nombre de la nueva villa está claramente relacionado con la familia Manrique, varios de cuyos miembros ocuparon puestos muy relevantes en la Orden de Santiago.

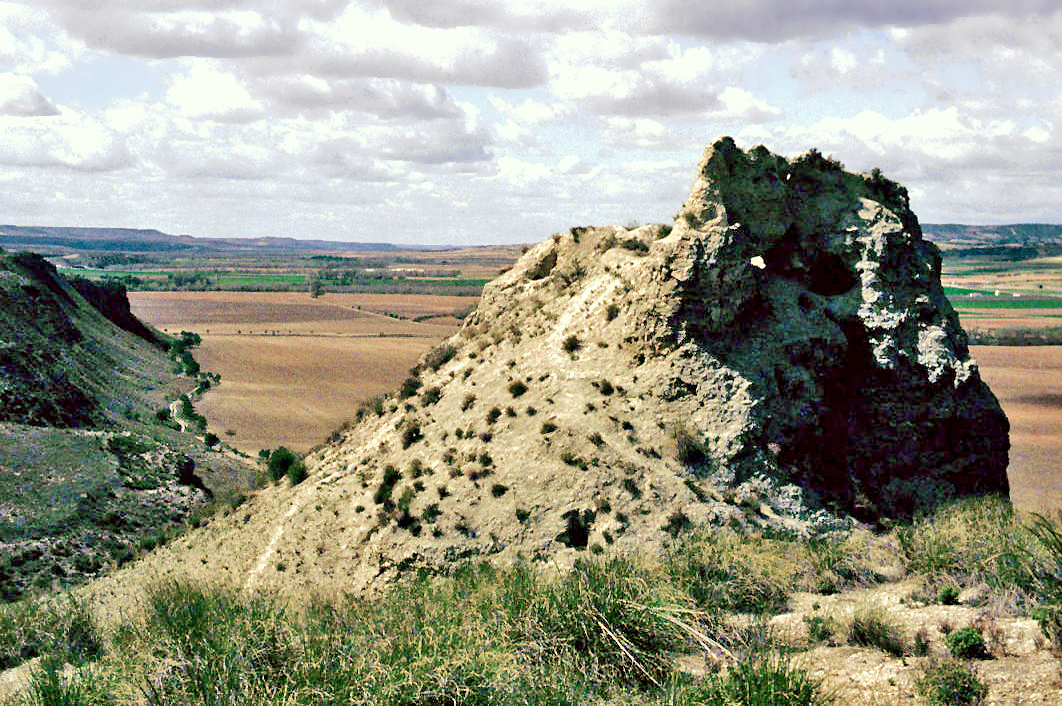
Vestigios del castillo de Albuher

Fue Gabriel Manrique, primer conde de Osorno, comendador de Viloria y anteriormente comendador mayor de Castilla, quien le dio nombre, pues se sabe desde la Encomienda Mayor ocupó algún terreno en Albuher y que al traspasar a su hijo Pedro este cargo ocupó el de comendador del Heredamiento de Ruidera y lo permutó por Viloria. Su hijo y sucesor en la Encomienda Mayor de castilla, Pedro Manrique, fue quien desde su territorio atacó y destruyó el antiguo castillo de Albuher, en el que se encontraban tropas del marqués de Villena, su mayor enemigo durante la Guerra de Sucesión Castellana (1475-1479). Don Gabriel, en 1480, siendo ya comendador de Viloria dio la orden de repoblar el "Exido de Albuher", según consta en el libro de visitas de la Orden de ese año.
Villamanrique siguió siendo territorio de la Orden de Santiago hasta que, en 1573, en tiempos de Felipe II, fue vendida como Villa de señorío a Doña Catalina Lasso de Castilla, junto con la Dehesa del Castillo, desgajados ambos territorios de la encomienda de Viloria.
En 1666, con el rey Carlos II, Villamanrique se convirtió en un condado, cuyo título perteneció a la familia Lasso de Castilla. Este condado se convirtió en dos en el siglo XVIII, permaneciendo dicha familia como Condes del Castillo y pasando a poseer el título de condes de Villamanrique la familia Fernández de Córdoba. Esta situación se mantuvo así hasta la desaparición del régimen señorial a principios del siglo XIX.
Durante la segunda mitad del siglo XVIII y la primera del XIX Villamanrique experimentó un crecimiento de su territorio y de su población, por dos hechos que vinieron a darle su configuración actual. El primero fue la creación de las Reales Salinas de Carcavallana, que favorecieron el aumento de la población, y el segundo la incorporación a su término municipal del territorio de Buenamesón, que perteneció a la Orden de Santiago y a su priorato de Uclés hasta la desamortización, y del que aún se conserva su convento-palacio, edificio de finales del siglo XVI y principios del XVII, remodelado en el XVIII, siendo el monumento más destacado de la localidad y uno de los más importantes de la Comarca.

## Demografía
Cuenta con una población de 825 habitantes (INE 2024).
| Gráfica de evolución demográfica de Villamanrique de Tajo entre 1842 y 2021                                           |
| |
| Población de derecho según los censos de población del INE. Población de hecho según los censos de población del INE. |

## Transporte
El municipio cuenta con dos líneas de autobús, conectando una de ellas con Madrid capital, concretamente con la Ronda de Atocha. Dichas líneas son:
| Línea | Recorrido                                                                        |
| ----- | -------------------------------------------------------------------------------- |
| 350B  | Arganda del Rey (Hospital) - Villarejo de Salvanés - Fuentidueña - Villamanrique |
| 353   | Madrid (Ronda de Atocha) – Villamanrique - Santa Cruz de la Zarza                |

Ambas líneas son operadas por la empresa Ruiz.

## Servicios
- Colegio público Virgen de Arbuel (CRA Los Olivos)
- Casa de niños
- Consultorio local (SaludMadrid)
- Casa de Cultura Federico García Lorca
- Pista Polideportiva y Área Recreativa

## Personas destacadas
La escritora Faustina Sáez de Melgar nació y pasó sus primeros 21 años en la localidad.